# Mađere (okręg niszawski)
Mađere (cyr. Мађере) – wieś w Serbii, w okręgu niszawskim, w gminie Ražanj. W 2011 roku liczyła 421 mieszkańców.